# Christel Redepenning
Christel Redepenning (* 27. Mai 1947 in Kyritz) ist eine deutsche Politikerin (SPD).

## Leben und Beruf
Als Tochter einer Erzieherin und eines Konditormeisters geboren, wuchs Christel Redepenning zusammen mit fünf Geschwistern im brandenburgischen Kyritz auf. Im Jahr 1972 erwarb sie ihren Fachschulabschluss als Erzieherin für Hort und Heim. Sie arbeitete als Erzieherin im Kinderheim Kyritz, später im Hort der damaligen Wilhelm-Pieck-Schule in Kyritz und dann bis 1991 als Leiterin des Hortes der Jahn-Schule in Kyritz. Redepenning ist verheiratet und Mutter eines Kindes.

## Politik
Im Jahr 1990 trat Redepenning in die SPD ein. Sie wurde im selben Jahr in die Stadtverordnetenversammlung von Kyritz gewählt. Im Jahr 1995 wurde sie Kyritzer SPD-Ortsvereinsvorsitzende.
Am 5. September 1995 wurde sie als Nachrückerin für Klaus-Dieter Kühbacher Mitglied des brandenburgischen Landtags. Bei der folgenden Landtagswahl im Jahr 1999 wurde Redepenning als Direktkandidatin der SPD im Wahlkreis 3 (Ostprignitz-Ruppin I) in den Potsdamer Landtag gewählt. Sie war Abgeordnete bis zum  13. Oktober 2004. Im Landtag war sie in den Jahren 1995 bis 1999 Mitglied im Ausschuss für Wissenschaft, Forschung und Kultur und von 1999 bis 2004 Mitglied der Ausschüsse für Haushaltskontrolle und für Bildung, Jugend und Sport.
Redepenning war zeitweise Mitglied des Landesjugendhilfeausschusses und ist Beisitzerin im Vorstand des Kreisverbandes Ostprignitz-Ruppin der Arbeiterwohlfahrt.